# Смирна (Тенеси)
Смирна (на английски: Smyrna) е град в източната част на Съединените американски щати, част от окръг Ръдърфорд на щата Тенеси. Населението му е около 52 000 души (2019).
Разположен е на 166 метра надморска височина в Нашвилската котловина, на левия бряг на река Стоунс и на 32 километра югоизточно от центъра на Нашвил. Селището е основано през 1855 година, а между 1941 и 1971 година край него е разположена голяма военновъздушна база. Днес то е промишлено предградие на Нашвил и основна база на „Нисан“, която е и най-големият автомобилен завод в страната.